# أكشا
أكشا (بالروسية: Акша) هي مدينة في مقاطعة زابايكالسكي كراي في روسيا.

## المناخ
يظهر الجدول التالي التغييرات المناخية على مدار السنة لأكشا:
| البيانات المناخية لـأكشا           | البيانات المناخية لـأكشا | البيانات المناخية لـأكشا | البيانات المناخية لـأكشا | البيانات المناخية لـأكشا | البيانات المناخية لـأكشا | البيانات المناخية لـأكشا | البيانات المناخية لـأكشا | البيانات المناخية لـأكشا | البيانات المناخية لـأكشا | البيانات المناخية لـأكشا | البيانات المناخية لـأكشا | البيانات المناخية لـأكشا | البيانات المناخية لـأكشا |
| الشهر                              | يناير                    | فبراير                   | مارس                     | أبريل                    | مايو                     | يونيو                    | يوليو                    | أغسطس                    | سبتمبر                   | أكتوبر                   | نوفمبر                   | ديسمبر                   | المعدل السنوي            |
| ---------------------------------- | ------------------------ | ------------------------ | ------------------------ | ------------------------ | ------------------------ | ------------------------ | ------------------------ | ------------------------ | ------------------------ | ------------------------ | ------------------------ | ------------------------ | ------------------------ |
| الدرجة القصوى °م (°ف)              | 1.5 (34.7)               | 8.4 (47.1)               | 19.1 (66.4)              | 29.4 (84.9)              | 34.6 (94.3)              | 39.8 (103.6)             | 41.7 (107.1)             | 37.2 (99.0)              | 34.1 (93.4)              | 26.3 (79.3)              | 14.6 (58.3)              | 5.3 (41.5)               | 41.7 (107.1)             |
| متوسط درجة الحرارة الكبرى °م (°ف)  | −14.3 (6.3)              | −8.9 (16.0)              | −0.1 (31.8)              | 8.9 (48.0)               | 17.6 (63.7)              | 23.7 (74.7)              | 25.2 (77.4)              | 22.8 (73.0)              | 16.5 (61.7)              | 7.6 (45.7)               | −4.3 (24.3)              | −12.7 (9.1)              | 6.7 (44.1)               |
| المتوسط اليومي °م (°ف)             | −22.1 (−7.8)             | −18.2 (−0.8)             | −8.5 (16.7)              | 1.5 (34.7)               | 9.7 (49.5)               | 16.0 (60.8)              | 18.3 (64.9)              | 15.7 (60.3)              | 8.6 (47.5)               | −0.1 (31.8)              | −11.6 (11.1)             | −19.8 (−3.6)             | −1.1 (30.0)              |
| متوسط درجة الحرارة الصغرى °م (°ف)  | −29.5 (−21.1)            | −27.2 (−17.0)            | −18.1 (−0.6)             | −7.2 (19.0)              | 0.0 (32.0)               | 6.8 (44.2)               | 10.8 (51.4)              | 8.5 (47.3)               | 0.8 (33.4)               | −7.6 (18.3)              | −18.8 (−1.8)             | −26.7 (−16.1)            | −9.2 (15.4)              |
| أدنى درجة حرارة °م (°ف)            | −47.2 (−53.0)            | −50.1 (−58.2)            | −40 (−40)                | −29.7 (−21.5)            | −16.9 (1.6)              | −7.2 (19.0)              | −0.8 (30.6)              | −2.2 (28.0)              | −10 (14)                 | −26 (−15)                | −39.9 (−39.8)            | −46.4 (−51.5)            | −50.1 (−58.2)            |
| الهطول مم (إنش)                    | 5.3 (0.21)               | 7.3 (0.29)               | 7.6 (0.30)               | 15.4 (0.61)              | 27.0 (1.06)              | 56.6 (2.23)              | 108.2 (4.26)             | 84.8 (3.34)              | 42.4 (1.67)              | 16.9 (0.67)              | 5.3 (0.21)               | 8.2 (0.32)               | 385.0 (15.16)            |
| متوسط الرطوبة النسبية (%)          | 74.3                     | 68.5                     | 59.2                     | 48.7                     | 46.9                     | 56.1                     | 65.1                     | 67.7                     | 61.2                     | 59.9                     | 68.8                     | 75.6                     | 62.7                     |
| المصدر: climatebase.ru (1948-2011) |                          |                          |                          |                          |                          |                          |                          |                          |                          |                          |                          |                          |                          |